# Punki z Salt Lake City
Punki z Salt Lake City (ang. SLC Punk!) – amerykański film tragikomiczny z 1998 w reżyserii Jamesa Merendino. Wyprodukowany przez Sony Pictures Classics.
Światowa premiera filmu miała miejsce 16 kwietnia 1999 roku podczas Festiwalu Filmowego w Sundance.

## Obsada
- Matthew Lillard jako Steven "Stevo" Levy
- Michael A. Goorjian jako "Heroin" Bob
- Jason Segel jako Mike
- Annabeth Gish jako Trish
- Jennifer Lien jako Sandy
- Christopher McDonald jako pan Levy
- Devon Sawa jako Sean
- Adam Pascal jako Eddie
- Til Schweiger jako Mark
- Jimmy Duval jako John
- Summer Phoenix jako Brandy
- Christopher Ogden jako młody Stevo
- Francis Capra jako młody Bob